# Ponadtlenek litu
Ponadtlenek litu, LiO
2 – nieorganiczny związek chemiczny z grupy ponadtlenków. Został wyizolowany jedynie stosując izolację matrycową. Ma strukturę trójkąta równoramiennego i jest silnie jonowy.